# Jaroslav Sakala
Pour les articles homonymes, voir Sakala (homonymie).
Jaroslav Sakala (né le 14 juillet 1969) est un sauteur à ski tchèque.
Après sa carrière internationale, il a entrainé l'équipe féminine tchèque de saut à ski, puis les jeunes sauteurs à Frenštát pod Radhoštěm depuis l'été 2010.

## Palmarès

### Jeux olympiques
| Épreuve / Édition | Albertville 1992 | Lillehammer 1994 | Nagano 1998 |
| Petit Tremplin    | 15e              | 13e              | 26e         |
| Grand Tremplin    | 41e              | 7e               | 56e         |
| Par Equipes       | Bronze           |                  |             |

### Championnats du monde
| Épreuve / Édition | Épreuve / Édition | Falun 1993 | Thunder Bay 1995 | Trondheim 1997 | Lahti 2001 |
| Petit Tremplin    | Petit Tremplin    | Bronze     | 49e              |                |            |
| Grand Tremplin    | Grand Tremplin    | Argent     | 14e              | 28e            | 24e        |
| Par Equipes       | PT                |            |                  |                | 7e         |
| Par Equipes       | GT                | Argent     |                  |                | 6e         |

### Championnats du monde de vol à ski
| Épreuve / Édition | Harrachov 1992 | Planica 1994 | Kulm 1996 | Oberstdorf 1998 | Harrachov 2002 |
| Individuel        | 10e            | Or           | 19e       | 30e             | 22e            |

### Coupe du monde
- 2 petits globes de cristal :
  - Vainqueur du classement de Vol à Ski en 1993 et 1994.
- Meilleur classement final: 2e en 1993.
- 11 podiums dont 4 victoires.
- 3e de la Tournée des Quatre Tremplins 1992-1993

#### Saison par saison
| Année | Lieu                                             |
| 1993  | Kulm x2 (Autriche)                               |
| 1994  | Liberec (République tchèque), Planica (Slovénie) |